# هتل‌های چهار فصل

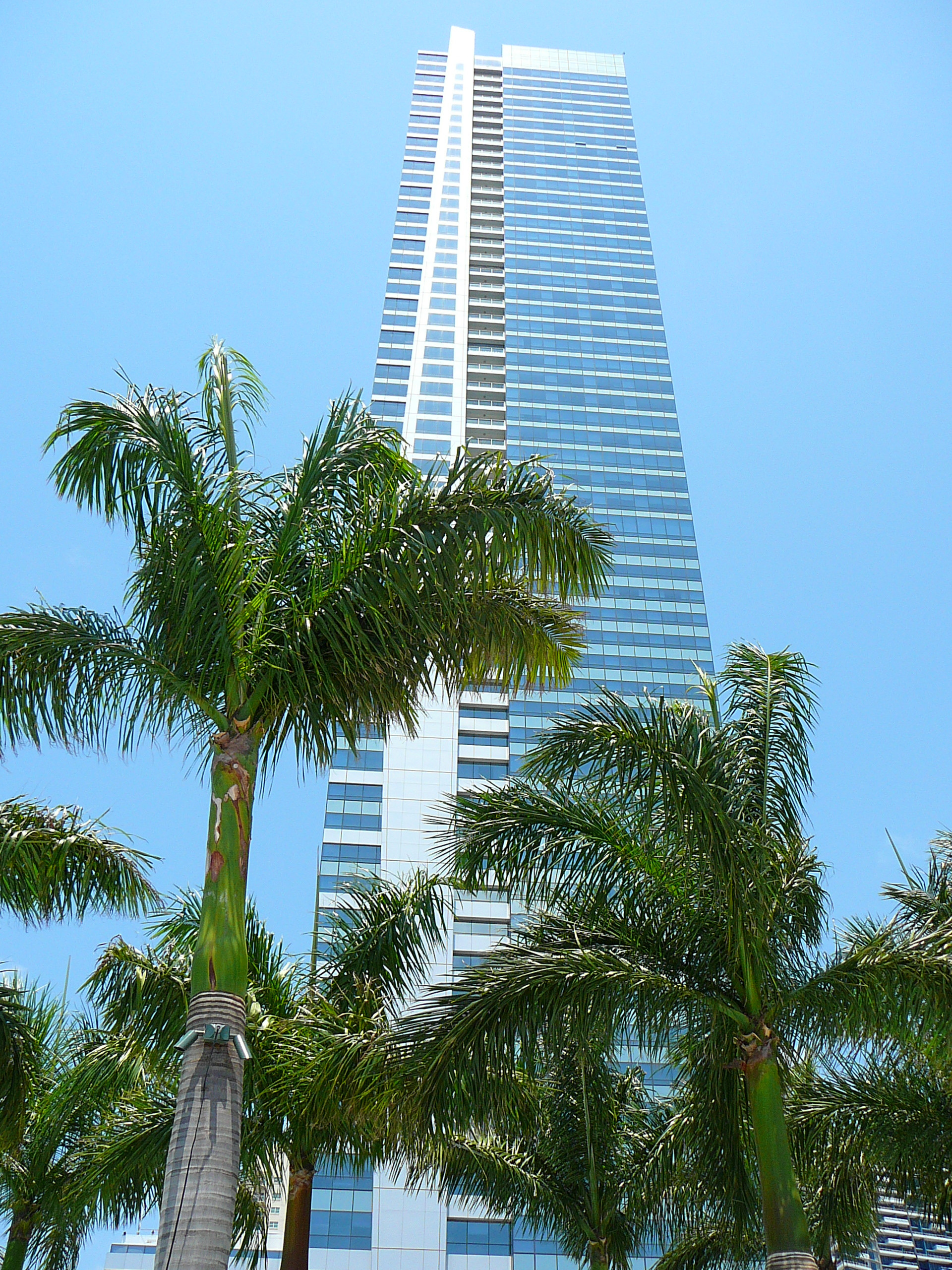
نمایی از هتل چهار فصل در میامی

هتل‌های چهار فصل، (به انگلیسی: Four Seasons Hotels) شرکت خدمات توریستی کانادایی است، که در زمینه مدیریت بر هتل‌های پنج ستاره و لوکس فعالیت می‌نماید. این شرکت مالک شبکه‌ای از هتل‌های زنجیره‌ای مجلل و گران‌قیمت کانادایی می‌باشد.